# Nicon pettiboneae
Nicon pettiboneae är en ringmaskart som beskrevs av Leon-Gonzalez och Salazar-Vallejo 2003. Nicon pettiboneae ingår i släktet Nicon och familjen Nereididae. Inga underarter finns listade i Catalogue of Life.